# Господин Никой (филм, 2009)
Вижте пояснителната страница за други значения на Господин Никой.
„Господин Никой“ е белгийска научнофантастична драма, режисирана от Жако Ван Дормал, с участието на Джаред Лето, Диане Крюгер, Рийс Иванс, Лин Дан Фан, Даниел Мейс и Наташа Литъл.
Във филма се разказва за живота на Немо Никой, 118-годишен мъж, който е последният смъртен на Земята, след като целият човешки род постига безсмъртие. Немо разказва историята на живота си на части на един млад журналист и на психиатъра си. Немо разказва за любовта към трите жени в живота си, както и за развода на родителите си и следващите ги трудности в трите основни момента от неговия живот: Немо на 9, 16 и 34 години. Филмът използва нелинеен сюжет и едновременното съществуване на множество светове, за да разкаже историята за живота на Немо.

## Резюме
Главният герой, който се представя за Немо Никой, е 118-годишен възрастен човек, който е последният смъртен на Земята. Дните, довели до смъртта му, се превръщат в обект на реалити шоу, което се излъчва на безсмъртните по целия свят. Самият Немо казва, че не помни нищо за миналото си, затова психиатър се опитва да възкреси обратно спомените му чрез хипноза. Други спомени са разказани на журналист. Целият филм е изпъстрен с произволни части от спомените на господин Никой, които дават противоречиви истории за живота му. Не е ясно кои от спомените са реални и кои са потенциални развития от живота на Немо, които не са се случили.
Филмът има структура на дърво: от раждането на главния герой, зрителят вижда всички възможни варианти за развитието на живота му, които формират клоните.

### Раждане
В началото на историята е обяснено, че преди едно дете да се роди, то знае всичко, което ще се случи в живота му, но ангелите на забравата слагат пръста си върху устните на детето и така то забравя всичко. Но Ангелите забравят за Немо. Подобна идея е изразена от френския писател Бернар Вербер в творбата му „Империята на ангелите“.
Първо Немо трябва да избере родителите си. Вторият избор, пред който се изправя, е резултат от разялата на родителите му. Той трябва да избере с кого да живее. Тази сцена се разиграва на ЖП спирка. Майка му заминава с влака, докато баща му остава. В единия случай Немо тича и майка му успява да го дръпне във влака, а в другия – остава с баща си.

### Живот с майка му
В тази история Немо живее с майка си и нейния нов партньор Хари, но те не се разбират добре. Немо се държи бунтовнически, твърдейки, че може да предсказва бъдещето. Той се запознава с дъщерята на приятеля на майка си – Ана. Немо седи на плажа, Ана идва при него и го пита дали иска да поплува с нея и приятелките ѝ. В единия случай Немо отговаря: „Те са идиоти. Аз не плувам с идиоти“. Той съжалява за тези си думи през целия си живот, и много години след това той се среща с Ана на спирката с двете си деца. След неловкия разговор те отново се разделят.
Във втория случай той казва на Ана, че не умее да плува и тя остава с него на плажа. Опознават се и тя се става първата любов на Немо. Те са щастливи, но когато Хари и майката на Немо се разделят, Ана е принудена да отиде в Ню Йорк с баща си и така губи връзка с Немо. Години по-късно Немо работи като чистач на басейни и се надява да срещне Ана отново. Двамата се срещат на гара и веднага се разпознават в тълпата от хора. След толкова години Ана не е готова веднага да започне връзка с Немо и му предлага да изчакат. Казва му да ѝ се обади след два дни и да се срещнат при фара, но листчето хартия, на което Ана написва телефона си, се намокря от дъжд и става неразчитаемо. Немо продължава да чака при фара всеки ден, но Ана не идва.

### Живот с баща му
Немо остава с баща си, който става инвалид. Немо се грижи за него и се превръща в необщителен, мълчалив човек. Работи в магазин и прекарва свободното си време вкъщи пред пишещата машина, създавайки фантастични истории за пътешествие до Марс. На танците в училище той се запознава с младата Елиз и се влюбва в нея. Няколко дни след това Немо отива в къщата на Елиз.

#### Парализа
В къщата на Елиз Немо я вижда с 22-годишния ѝ приятел и си тръгва. Разочарован, той минава с мотора си през гората, докато не се хлъзва на едно листо, пада и е откаран в болница в състояние на парализа. Той може да почувства, да помирише и да се поти, може да види светлината през клепачите си, но не може да помръдне. Тук има илюзия за обединението на родителите му, които идват да го посетят. Немо се опитва да си спомни как пръстите му се мърдат върху клавиатурата на пишещата машина и в последната сцена на тази история успява да повдигне единия си пръст.

#### Живот с Елиз
В друга история Немо говори с Елиз пред дома ѝ, но тя му казва, че обича друг мъж – Стефано. Немо продължава да я убеждава в чувствата си. Най-накрая Елиз се поддава и те се женят. В една от версиите на историята Елиз умира в катастрофа, когато се връща от сватбата. Немо пази праха ѝ, като е обещал да я разпръсне на Марс. След като го осъществява на борда на космическия кораб, той се запознава с Ана, но корабът катастрофира при среща с метеорити. В другата версия на историята Немо не пътува до Марс. Той работи в телевизионно студио и докато се връща вкъщи, вижда колата на редактора си, която изкарват от езерото. На погребението му Немо се запознава с жената на покойника, която се оказва Ана.
В друга история Немо и Елиз са женени с три деца. Бракът им е много нещастен, защото Елиз страда от хронична депресия. Има истерични атаки и въпреки опитите на Немо да спаси брака си, накрая Елиз го напуска.

#### Живот с Джийн
След като Елиз отказва на Немо, той се прибира вкъщи и казва на баща си, че ще се ожени са първото момиче, което танцува с него тази нощ. В клуба той се запознава с Джийн, те танцуват и докато той я кара до тях на мотора си, Немо си обещава това, което по-късно описва като много глупави решения: „Първо, няма да оставям нищо на случайността отново. Второ, ще се оженя за момичето на мотора си. Трето, ще бъда богат. Четвърто, ще имаме къща, голяма къща, боядисана в жълто, с градина и две деца – Пол и Майкъл. Пето, ще имам кабриолет, червен кабриолет и басейн, ще се науча да плувам. Шесто, няма да спра, докато не постигна всичко това!“
Въпреки че е постигнал плановете си, Немо не е щастлив, а жена му е скучна и неприятна. Немо започва да взима решения като хвърля монета. Преструва се, че е човек на име Даниел Джоунс и когато си взима стая в хотел, е убит по погрешка в банята и изгорен в гората.

#### Нероден
В друга история Немо е в непознат свят доминиран от ромбове. Следвайки инструкциите, които открива в града, той отива в изоставена къща, където случайно намира видео. Във видеото 118-годишния Немо му обяснява, че той не съществува. Или родителите му не са се срещнали, или баща му е умрял в инцидент с шейна, или майка му не е забременяла, или праисторическия предшественик е загинал преди да остави поколението си.

#### Краят
Преди смъртта си г-н Никой казва на журналиста, че и двамата не съществуват – те са в ума на Немо като момче на 9 години, когато е трябвало да направи избор на гарата. Сега Немо избира трети път, далеч от родителите си. Г-н Никой умира, но в този момент разширението на Вселената се обръща и времето започва да тече в обратната посока.

## Каст
- Джаред Лето като Немо Никой, на 34 и 118-годишна възраст
- Диане Крюгер като Ана, истинската любов на Немо
- Сара Поли като Елиз, болната съпруга на Немо
- Лин Дан Фам като Джийн, здравата съпруга на Немо
- Рис Иванс и Наташа Литъл като родителите на Немо
- Тоби Регбо като Немо на 16 години
- Томас Бирн като Немо на 9 години
- Джуно Темпъл като Ана на 15 години
- Клер Стоун като Елиз на 15 години
- Алън Кордунър като психиатъра на Немо
- Даниел Мейс като журналиста
- Жако Ван Дормал като бразилския човек, камео роля

## Цветовете във филма
Различните цветове, които са използвани във филма, имат специално символично значение. Всяка от трите главни истории има свой уникален нюанс, който подчертава оригиналността и неограничеността един към друг. Обособяването на цветовете може да бъде видяно още в детството на Немо, където три момичета седят на пейка. Те са неговите възможни съпруги: Джийн, Елиз и Ана; едната е в жълта, другата в синя, а третата в червена рокличка. В живота си с Елиз Немо преживява последиците от депресията и отчаянието, теми, свързани със синия цвят. Избирайки Джийн, Немо търси материалното, благосъстоянието и независимостта – жълтото е цветът на живота и здравето. Истинската любов и страстната връзка между Немо и Ана е символизирана от червения цвят на рокличката на Ана.
Важно е да се отбележи, че нероденият Немо е показан как живее в бял свят. Бялото съдържа всички цветове в спектъра, като това поддържа алегоричното послание на филма, че всичко е възможно, докато не направиш избор. Накрая на живота си Немо е грохнал старец и живее в бяла обстановка (стая, дрехи, доктори). По този начин виждаме, че живота на главния герой свършва там, откъдето е започнал и всичко е възможно...

## Теми

### Експериментът с гълъб
Гълъб е поставен в кутия, съдържаща бутон и прозорец, зад който е скрита храна. Когато гълъбът натисне бутона, прозорецът ще се вдигне и гълъбът ще може да вземе храната. "Като повечето живи същества гълъбът бързо асоциира натискането на бутона и наградата. Но когато таймер хвърля зърното автоматично на всеки 20 секунди, на всеки 20 секунди гълъбът се чуди: „Какво направих, за да го заслужа?“ Ако размахва крила по това време, ще продължи да ги размахва, убеден, че действията му имат решаващо влияние за това, което става. Наричаме това „гълъбово суеверие“.

### Големият взрив
„Какво е имало преди Големия взрив? Е, нямало е преди, защото преди Големия взрив времето не е съществувало. Времето е резултат на разширяването на самата Вселена, но какво ще стане, когато Вселената спре да се разширява и действията се насочат в обратна посока? Какво ще бъде естеството на времето? Ако Теорията на струните е вярна, значи Вселената притежава девет пространствени измерения и едно времево измерение. Можем да си представим това в началото, всички измерения са били вплетени заедно и по време на Големия взрив три пространствени времена, които познаваме като височина, широчина и дълбочина и едно времево измерение, което познаваме като време, са се разгърнали. Другите шест останали миниатюрни заедно. Ако живеем във Вселена от уязвими измерения, как различаваме илюзията от реалността? Времето, както го знаем, е измерение, което върви само в една посока. Но какво би било, ако едно от допълнителните измерения не е пространствено, а времево?“

### Любов
„Какво става, когато се влюбваме? Като резултат от определени стимули, хипоталамусът мощно освобождава ендорфини, но защо точно тази жена и този мъж? Има ли освобождаване на феромони без мирис, които кореспондират на допълващ генетичен сигнал? Или са физически характеристики, които познаваме? Очите на майка, миризма, която стимулира хубав спомен. Любовта част от плана ли е? Война между два режима на възпроизвеждане. Бактериите и вирусите са асексуални организми. С всяко деление на клетката, всяко умножение, те мутират и се усъвършенстват по-бързо отколкото ние. Срещу това ние отговаряме с най-страховитото оръжие: секс. Два индивида, смесвайки гените си създават индивид, който се противопоставя на вируси по-несходно – той или тя. Сега, ние, незнаещи участници в тази война между два режима на възпроизвеждане ли сме?“

### Вроден страх
„До каква степен са нашите вродени страхове? Когато се излюпват гъши яйца в инкубатор и после над малките птичета минава силует на симулирана гъска в полет, пилетата протягат вратлета и надават зов. Но ако обърнем посоката на силуета, той взима формата на сокол. Отговорът на малките птичета е бърз. Те ще пищят и ще се страхуват, въпреки че никога не са виждали сокол. Без никакви инструкции, вроденият страх им помага да оцелеят. Но при хората, на какви древни опасности може да кореспондира вроденият ни страх?“

### Принципът на ентропията
„Защо цигареният дим никога не се връща в цигарата? Защо молекулите се отделят една от друга? Защо капка разлято мастило никога не се преобразява? Защото Вселената върви към състояние на разсейване. Това е принципът на ентропията. Тенденцията на Вселената да се развива към състояние на увеличаващ се хаос. Принципът на ентропията е свързан със стрелките на времето. Резултат от разширяването на Вселената. Но какво ще стане, когато гравитационните сили контрабалансират силите на разширяване? Или ако енергията на кванта се окаже твърде слаба? В този момент вселената може да влезе във фазата си на сливане. Какво ще стане с времето? Ще започне ли да се движи на обратно? Никой не знае отговора.“

## Саундтрак
- Бъди Холи – „Everyday“
- Ела Фицджералд – „Into Each Life Some Rain Must Fall“
- Емилоу Харис – „Mr. Sandman“
- Ерик Сати – „Gnossienne No. 3“
- Ерик Сати – „Je te veux“
- Ерик Сати – „Gymnopédies No. 3: Lent et grave“
- Юритмикс – „Sweet Dreams (Are Made of This)“
- Габриел Фор – „Pavane Op. 50“
- Гоб – „Mr. Sandman“
- Ханс Цимер – „God Yu Tekkem Laef Blong Mi“
- Лори Андерсън – „O Superman“
- Нена – „99 Luftballons“
- Отис Рединг – „For Your Precious Love“
- Пиер Ван Дормал – „Mr. Nobody“
- Пиер Ван Дормал – „Undercover“
- Сестрите на Андрю – „Rum and Coca-Cola“
- The Chordettes – „Mister Sandman“
- Пиксис – „Where Is My Mind?“
- Винченцо Белини – „Casta diva“